# Hydraena berthelemyana
Hydraena berthelemyana är en skalbaggsart som beskrevs av Jäch, Díaz, Dia in Jäch, Dia och Díaz 2006. Hydraena berthelemyana ingår i släktet Hydraena och familjen vattenbrynsbaggar. Inga underarter finns listade i Catalogue of Life.